# Murray Matheson

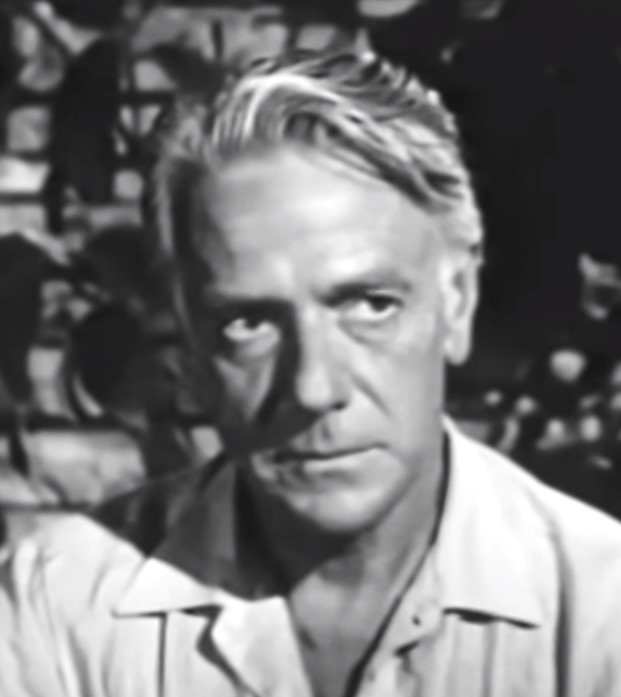
Murray Matheson (1960) - australischer Schauspieler

Murray Matheson (* 1. Juli 1912 in Casterton, Victoria; † 25. April 1985 in Woodland Hills, Los Angeles, Kalifornien) war ein australischer Schauspieler.

## Leben
Nach einer Schauspielausbildung am Theater in Australien und ersten Auftritten in Melbourne 1933 und Tourneen durch Australien siedelte Matheson 1935 nach England um, wo er 1937 sein Debüt auf den Bühnen Londons feierte. Es folgten Tourneen mit Produktionen von Oscar Wilde und Candida; 1939 spielte er am London Palladium. Während des Zweiten Weltkriegs diente Matheson von 1940 bis 1945 in der Royal Air Force und arbeitete danach für die Britische Botschaft in Moskau. Nach einigen Auftritten in britischen Filmen zog es ihn in die Vereinigten Staaten; dort stand er 1950 erstmals auf der Bühne des Broadway. Zwei Jahre später erfolgte sein Hollywood-Debüt, im selben Jahr spielte er in John Farrows Das Schiff der Verurteilten an der Seite von Alan Ladd und James Mason seine erste große Hollywoodrolle. Weitere Rollen übernahm er unter anderem in Alle Herrlichkeit auf Erden und Überfall auf die Queen Mary.
Matheson hatte eine mehrere Jahrzehnte andauernde Karriere beim US-amerikanischen Fernsehen und spielte Gastrollen in zahlreichen erfolgreichen Serienproduktionen. Er war an mehr als 130 verschiedenen Produktionen beteiligt. Das deutschsprachige Publikum konnte ihn ab 1973 in der auf ARD ausgestrahlten Krimiserie Banacek als Buchhändler Felix Mulholland an der Seite von George Peppard sehen. Seine letzte Filmrolle spielte Matheson im Episodenfilm Unheimliche Schattenlichter in der von Steven Spielberg inszenierten und produzierten zweiten Episode.
Matheson starb an Herzinsuffizienz im Motion Picture & Television Country House and Hospital in Woodland Hills.

## Filmografie (Auswahl)

### Film
- 1952: Das Schiff der Verurteilten (Botany Bay)
- 1952: Schiff ohne Heimat (Plymouth Adventure)
- 1953: Der Hauptmann von Peshawar (King of the Khyber Rifles)
- 1955: Alle Herrlichkeit auf Erden (Love is a Many Splendored Thing)
- 1962: Noch Zimmer frei (The Notorious Landlady)
- 1966: Überfall auf die Queen Mary (Assault on a Queen)
- 1967: Wie man Erfolg hat, ohne sich besonders anzustrengen (How to succeed in business without really trying)
- 1978: Ja, lüg’ ich denn? (Rabbit Test)
- 1983: Unheimliche Schattenlichter (Twilight Zone: The Movie)

### Fernsehen
- 1960: Am Fuß der blauen Berge (Laramie)
- 1963: Auf der Flucht (The Fugitive)
- 1965: Preston & Preston (The Defenders)
- 1965: Solo für O.N.C.E.L. (The Man from U.N.C.L.E.)
- 1967: Invasion von der Wega (The Invaders)
- 1969: Verliebt in eine Hexe (Bewitched)
- 1970: Ihr Auftritt, Al Mundy (It Takes a Thief)
- 1972: Mannix
- 1972–1974: Banacek
- 1975: Die knallharten Fünf (S.W.A.T.)
- 1978: Drei Engel für Charlie (Charlie’s Angels)
- 1979: Hart aber herzlich (Hart to Hart; Fernsehserie, Folge Ein dämliches Geschenk)
- 1981: Herzbube mit zwei Damen (Three’s Company)
- 1982: Detektei mit Hexerei (Tucker’s Witch)

## Broadway
- 1950: The Relapse
- 1953: Escapade